# Công viên Gilwell
Công viên Gilwell là một khu đất trại và trung tâm hoạt động cho các nhóm Hướng đạo cũng như trung tâm huấn luyện và hội nghị cho các Huynh trưởng Hướng đạo. Khu vực 44 hecta (109 mẫu Anh) nằm ở Sewardstonebury thuộc Rừng Epping gần Chingford, Luân Đôn.
Vào cuối trung đại, nó bắt đầu từ một nông trại, phát triển thành một bất động sản của nhà giàu rồi rơi vào tình trạng hư hại vào năm 1900. Nó được Ủy viên Hướng đạo William De Bois Maclaren hiến tặng cho Hội Hướng đạo của Vương quốc Anh vào năm 1919 làm cơ sở phương tiện cắm trại cho các Hướng đạo sinh London và huấn luyện Huynh trưởng Hướng đạo. Vì các Huynh trưởng Hướng đạo từ khắp nơi trên thế giới đến Công viên Gilwell để được huấn luyện Bằng Rừng nên nó là một trong các địa danh vĩ đại của phong trào Hướng đạo thế giới.
Khu đất bao gồm đất cắm trại cho một đoàn nhỏ lên đến 1200 người, các cơ sở tiện ích trong nhà, những khu lịch sử, các đài tưởng niệm Hướng đạo, và các hoạt động hợp với mọi ngành của phong trào Hướng đạo. Nó có chỗ cho các sự kiện đông đến 10.000 người. Các cơ sở tiện ích của Công viên Gilwell cũng có thể được thê mướn cho các hoạt động không phải Hướng đạo như cắm trại nhóm của các trường học, lễ cưới và hội nghị.

## Liên hệ với Hướng đạo

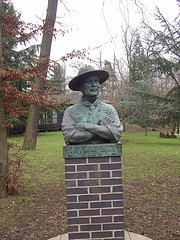
Tượng bán thân Baden-Powell của Hội Nam Hướng đạo Mexico tặng Olave Baden-Powell năm 1968 được đặt trong Công viên Gilwell

Tình trạng của bất động sản này xuống cấp thậm chí nhiều hơn trong thập niên 1910. William F. de Bois Maclaren là một nhà xuất bản và Ủy viên Hướng đạo từ Rosneath, Dumbartonshire, Scotland. Trong một chuyến đi thương mại đến London, Maclaren rất buồn khi thấy các Hướng đạo sinh tại East End không có một khu đất ngoài trời thích hợp để thực hiện các hoạt động Hướng đạo. Ông liên lạc Robert Baden-Powell và Baden-Powell bổ nhiệm P.B. Nevill lo cho vấn đề này. Nevill là Ủy viên Hướng đạo của East End vào lúc đó. Ngày 20 tháng 11 năm 1918 trong buổi ăn tối tại Roland House, ký túc xá Hướng đạo tại Stepney, Maclaren đồng ý tặng 7.000 bảng Anh cho dự án. Một phần của bản thỏa ước bao gồm thu hẹp các khu rừng Hainault và Epping để tìm đất thích hợp. Các Tráng sinh Hướng đạo tìm kiếm khắp hai khu rừng mà không có kết quả, nhưng rồi John Gayfer, một dự trưởng Hướng đạo đề nghị Gilwell Hall là một nơi ông quan sát chim. Nevill đến thăm bất động sản này và rất có ấn tượng mặc dù các tòa nhà trong tình trạng tồi tệ vào lúc đó. Bất động sản này được bán với giá 7.000 bảng Anh, đúng với số tiền mà Maclaren đã tặng. Tổng diện tích của bất động sản này là 21 hecta (53 mẫu Anh) vào lúc đó.
Bất động sản này được Maclaren mua cho Hội Nam Hướng đạo vào đầu năm 1919. Nevill lần đầu tiên đưa các Tráng sinh Hướng đạo của mình đến để bắt đầu sửa chữa vào ngày 17 tháng 4 năm 1919. Trong lần viếng thăm này, các Tráng sinh ngũ ở nhà trại của người làm vườn trong vườn cây vì mặt đất ướt không thể cắm lều. Họ gọi nhà trại này là "The Pigsty" và mặt dù đổ nát, nó vẫn đứng đó vì nó là nơi đất trại đầu tiên của Hướng đạo tại Công viên Gilwell. Maclaren là khách viếng thăm thường xuyên của Công viên Gilwell và giúp sửa chữa các tòa nhà. Sự cống hiến của ông rất to lớn khi ông tặng thêm 3.000 bảng Anh nữa. Sự quan tâm của Maclaren là việc cung cấp một nơi cắm trại, nhưng Baden-Powell hình dung ra một trung tâm huấn luyện các Huynh trưởng Hướng đạo. Một lễ khai mạc dự định vào ngày 19 tháng 6 năm 1919 nhưng bị trì hoãn đến ngày thứ bãy 26 tháng 6 năm 1919 để các Hướng đạo sinh có thể tham gia vào Lễ hội Hòa bình Chính thức kỷ niệm kết thúc Chiến tranh thế giới thứ nhất. Các giấy mời được thay đổi viết bằng tay để tiết kiệm tiền. Xây cất và thay đổi kiểu lớn lao được hoàn thành trong thập niên 1920. Vì tài chánh có giới hạn, vài cải thiện được thực hiện trong thời kỳ Đại Khủng hoảng vào thập niên 1930. Baden-Powell chưa bao giờ sống trong Công viên Gilwell nhưng thường cắm trại, thuyết trình, giảng dạy các khóa học và dự họp tại chỗ. Ông nhấn mạnh tầm quan trọng của huấn luyện Huynh trưởng tại Công viên Gilwell.

## Thời chiến và phát triển sau đó

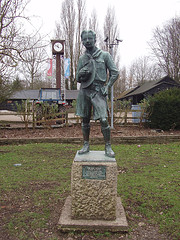
Hướng đạo sinh lý tưởng được Hội Nam Hướng đạo Mỹ tặng Công viên Gilwell năm 1966

Bất động sản được trưng dụng bởi Bộ Chiến tranh từ năm 1940–1945 làm trung tâm hậu cần, huấn luyện và chỉ huy địa phương. Một chút ít dấu vết còn xót lại ở bất động sản từ Chiến tranh thế giới thứ hai gồm có hố bom to tướng được tạo ra bởi một quả bom thả xuống bởi Không quân Đức Luftwaffe. Hố bom này được mở rộng ra sau đó và hiện thời được dùng làm hồ bơi và chèo thuyền. Sau chiến tranh, Hội Nam Hướng đạo mua các khu đất lân cận để tăng diện tích bất động sản. Thêm một lần mua và một lần tặng từ Nam Phi vào đầu thập niên 1950 đưa bất động sản này đến diện tích hiện tại. Điều này khởi sự một thời kỳ bành trướng các cơ sở tiện dụng dành cho Hướng đạo sinh mà kéo dài cho đến đầu thập niên 1960. Các cơ sở tiện dụng dành cho huấn luyện và nghỉ ngơi sau đó được thêm vào qua đầu thập niên 1970. Hội Nam Hướng đạo được đổi tên thành Hội Hướng đạo vào năm 1967.
Trong [[thập niên 1970, hai cơ sở tiện dụng phổ biến và chính được xây: Trung tâm Dorothy Hughes Pack Holiday dành cho Ấu sinh và Trung tâm Quốc tế Colquhoun dành để huấn luyện trưởng, ban đầu được gọi là Đại sảnh Hữu nghị Quốc tế. Việc sửa kiểu bao quát Nhà Trắng vào thập niên 1980 được hoàn thành. Tháng 4 năm 2001, Hội Hướng đạo di chuyển ban nhânn sự chương trình từ London đến Công viên Gilwell nơi mà ban nhân sự huấn luyện đã đến trước đó. Việc sửa chữa tổng quát được thực hiện với Nhà Trắng và các tòa nhà khác. Với một ngân sách 20 triệu bảng Anh và đóng góp cá nhân lên đến 500 ngàn bảng Anh, các cải thiện cho chương trình và cơ sở tiện ích đã được tiến hành từ đó để chuẩn bị cho Trại Họp bạn Hướng đạo Thế giới lần thứ 21 trong năm 2007 mà cũng là Lễ kỷ niệm 100 năm Hướng đạo đã được tổ chức tại Công viên Hylands, Chelmsford, Essex gần đó với các hoạt động có liên quan cũng được tổ chức tại Công viên Gilwell. Công viên Gilwell cung cấp cho Hội Hướng đạo một số tiền thu nhập trên 1 triệu bảng Anh hàng năm nhờ vào phí trả cho các cuộc hội nghị, cơ sở tiện dụng, và bán vật dụng hỗ trợ Hướng đạo.
Công viên Gilwell là một trong bốn Trung tâm Hoạt động Hướng đạo của Hội Hướng đạo cùng với Tòa nhà Baden-Powell, Trung tâm Hoạt động Hướng đạo Downe, và Trung tâm Hoạt động Hướng đạo Youlbury.

## Các hoạt động

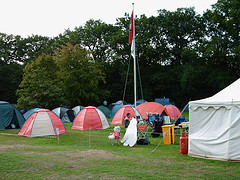
Cắm trại ở Công viên Gilwell mùa hè năm 2006

Công viên Gilwell có thể làm nơi tổ chức các hội nghị trong và ngoài trời, huấn luyện, vô số các hoạt động về kỹ thuật Hướng đạo ngoài trời, và các sự kiện đặc biệt cho cả các tổ chức Hướng đạo và không Hướng đạo. Các sự kiện bao gồm hội nghị, huấn luyện trưởng, họp đội, lễ tân, cưới hỏi, và ma chay. Các hội nghị thường được tổ chức trong Nhà Trắng hoặc Trung tâm Quốc tế Colquhoun. Cả hai tòa nhà này có trang bị với các hệ thống thông tin hiện đại và dụng cụ hỗ trợ thính thị. Trung tâm Quốc tế Colquhoun có một đại sảnh chính, năm phòng họp, và sáu phòng huấn luyện.

### Các hoạt động ngoài trời
Trung tâm Hoạt động Hướng đạo của Hội Hướng đạo cung cấp huấn luyện, nơi nghỉ ngơi và hội nghị cho Hướng đạo sinh và Huynh trưởng đến từ khắp nơi trên thế giới. Các hoạt động tại Công viên Gilwell bao gồm: cắm trại, huấn luyện huynh trưởng, đu dây, huấn luyện leo bằng dây, bắn cung, xe đạp, lướt cỏ, chèo thuyền, bắn súng trường, xếp thùng, leo tường, nhảy bao, cỡi ngựa, tìm phương hướng, thám du, đi bộ đường dài, chụp hình, vượt chướng ngại vật...

### Huấn luyện Huynh trưởng

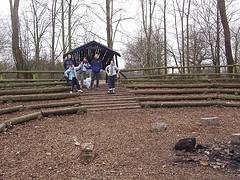
Vòng lửa trại tại Công viên Gilwell

Trong khi các khóa huấn luyện trưởng khác nhau được tiến hành tại Công viên Gilwell, khóa nổi tiếng nhất là khóa huấn luyện Bằng Rừng. Francis Gidney, Trại trưởng đầu tiên, đã thực hiện khóa huấn luyện Bằng Rừng đầu tiên tại Công viên Gilwell từ ngày 8 tháng 9 – 19 tháng 9 năm 1919. Công viên Gilwell trở thành trung tâm huấn luyện trưởng của phong trào Hướng đạo. Các trưởng từ khắp thế giới tự động sẽ trở thành thành viên của Liên đoàn Hướng đạo Đệ nhất Gilwell (1st Gilwell Park Scout Group) khi hoàn thành khóa học Bằng Rừng. Các trưởng này sau đó được gọi là các Wood Badgers hoặc Gilwellians. Bất cứ địa điểm họp nào của các người có Bằng Rừng họp được gọi là Gilwell Field. Liên đoàn Hướng đạo Đệ nhất Gilwell hội ngộ thân hữu vào cuối tuần đầu tiên của tháng 9 hàng năm tại Công viên Gilwell.
Khu đất huấn luyện gần Nhà Trắng là thánh địa của Công viên Gilwell vì đây là trung tâm thế giới của Bằng Rừng - khóa huấn luyện hàng đầu cho Huynh trưởng Hướng đạo. Một cây sồi (oak) phân chia ranh giới giữa khu huấn luyện với vườn cây.

## Tiện nghi
Công viên Gilwell cung cấp tiện nghi cho du khách bao gồm các khu đất trại, phòng trọ, và nhà nhỏ.

### Khu đất trại
Công viên Gilwell cung cấp tiện nghi cắm trại cho các nhóm với tổng số lên đến 2.500 người. Nó bao gồm mọi thứ từ cắm trại đoàn đến các sự kiện quốc tế. Essex Chase ở gần hồ tắm và các nhà kho, và là khu đất trại ưa chuộng nhất. Woodlands Field là một thao trường lớn có thể chứa đến 200 trại sinh với đủ chỗ cho các hoạt động nằm ở góc phía bắc của công viên. Branchet Field là khu đất trại lớn nhất và có thể chứa đến 1.200 trại sinh. Mallinson Field là một khu rừng tách biệt nhỏ hợp với các nhóm nhỏ. Ferryman Field là thao trường có nhiều tầng hợp cho một đoàn lớn. Nó ở góc phía bắc công viên, nằm phía ngoài Woodlands Field.

### Nhà Trắng

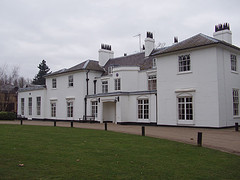
Nhà trắng tại Công viên Gilwell

Nhà Trắng và các ngôi nhà trước nó biểu trưng cho lịch sử trên 500 năm của Công viên Gilwell. Nó trở thành tổng hành dinh của Hội Hướng đạo vào ngày 27 tháng 4 năm 2001, nhưng Toà nhà Baden-Powell vẫn còn được dùng cho các ban ngành của Hội Hướng đạo. Nhà Trắng cũng phục vụ như một trung tâm hội nghị, huấn luyện, và nhà hàng. Có lần nó đã bị phá xuống, chỉnh trang, sửa kiểu, và mở rộng liên tục trong nhiều năm. Phần trung tâm của nó không có nền và các ống khói lò sưởi được làm bằng đá Coade. Nó cũng trưng bày các tranh vẽ gốc của Ernest Stafford Carlos (1883–1917); bức tranh nổi bật là The Pathfinder. Nhà Trắng là một trung tâm hội nghị và có nơi nghỉ ngơi với trên 40 phòng có đủ tiện nghi hiện đại từ năm 2004–2005.

### Trung tâm Dorothy Hughes Pack Holiday
Trung tâm Dorothy Hughes Pack Holiday là nơi dành cho trẻ em, có hệ thống sưởi trung tâm và một nhà bếp rộng. Nó được đặt tên của một Huynh trưởng ngành Ấu từ Đông London. Trung tâm được xây dựng với các nhà ngũ cài vào nhau và ban đầu các khung sườn không có đóng đinh. Chúng thường được đặt giữ chỗ trước hai năm. Trung tâm được xây vào năm 1970 từ một thiết kế của Na Uy.

## Các điểm hấp dẫn

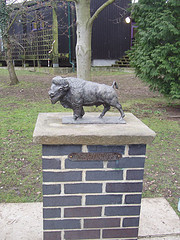
Tượng Trâu của Hội Nam Hướng đạo Mỹ tặng cho Công viên Gilwell năm 1926

Các nơi hấp dẫn để xem tại Công viên Gilwell bao gồm Bảo tàng Gilwell và tiệm đồ lưu niệm, một bệnh viện hoạt động hoàn toàn gồm những thiện nguyện viên, các vườn hoa, cổng ra vào, các bức tượng, các tòa nhà nhỏ hơn, và 4 nhà thờ phượng: Phật giáo, Công giáo La mã, Do Thái giáo, Liên Tôn giáo, với một nhà thờ Hồi giáo đã xây dựng cho kịp Trại Họp bạn Hướng đạo Thế giới lần thứ 21 mùa hè năm 2007.
Tượng bán thân Baden-Powell bằng đồng của Hướng đạo Mexico tặng năm 1968 sau Thế vận hội mùa Hè 1968. Đường Chanh (Lime Walk) trước đây lượn quanh khu vườn cỏ chính, nhưng nay chỉ còn một ít cây chanh còn xót lại. Ban đầu những cây chanh được Margaret Chinnery trồng tạo nên bóng mát che con đường mòn.
Vườn cỏ Trâu (Buffalo Lawn) có tên như vậy vì có một bức tượng phỏng theo hình mẫu Giải Trâu Bạc (Hội Nam Hướng đạo Mỹ) mà Hội Nam Hướng đạo Mỹ tặng Hội Nam Hướng đạo của Vương quốc Anh năm 1926. Tượng này vinh danh Hướng đạo sinh vô danh giúp William D. Boyce mang Hướng đạo đến Hoa Kỳ. Vườn cỏ Trâu nằm sau Nhà Trắng. Ở đó có một cột dấu hiệu ghi hướng đi và khoảng cách đến tất cả các Trại Họp bạn Hướng đạo Thế giới từ Công viên Gilwell. Tượng Trâu ban đầu được đặt trên một gốc cây to. Gốc cây sau đó được thay bằng một nền gạch. Hàng chữ ghi trên tượng như sau:

"Tưởng niện một Hướng đạo sinh vô danh mà lòng trung thành trong việc thực hiện mỗi ngày làm một việc thiện đã mang Phong trào Hướng đạo đến Hoa Kỳ."

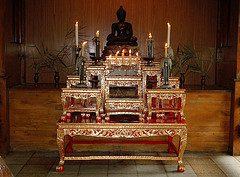
Tượng Phật bên trong Am Phật

Một phiên bản bức tượng do R. Tait McKenzie sáng tác có tên là Hướng đạo sinh Lý tưởng đứng cạnh tòa nhà "The Lid" (Cái Nắp) được Hội Nam Hướng đạo Mỹ tặng vào năm 1966. Tượng nguyên thủy này được dựng trước tổng hành dinh của Châu Hướng đạo Chiếc nôi Tự do (Cradle of Liberty Council) tại Philadelphia, Pennsylvania, và một mẫu tượng khác đứng bên ngoài tổng hành dinh của Hội Nam Hướng đạo Mỹ tại Irving, Texas.
Am Phật được Hội Nam Hướng đạo Thái Lan tặng Công viên Gilwell năm 1967. Tượng Phật bên trong là một món quà tặng của chính phủ Thái Lan và tượng đã có trên một ngàn năm tuổi. Các đại sứ Thái Lan ở Vương quốc Anh thường viếng thăm am vì họ có trách nhiệm chăm sóc am. Hướng đạo sinh từ các quốc gia khác bao gồm Chile, Nhật Bản, México, và Tân Tây Lan, cũng tặng quà cho Công viên Gilwell.
"Cái Nắp" là một tòa nhà cỡ nhà kho nông trại không cho thuê nhưng được dùng cho khiêu vũ, triển lãm, và làm nơi cho các buổi lễ tôn giáo. Nó có tên như vậy vì tòa nhà ban đầu chỉ có nóc mà không có tường xung quanh.